# Pure (Album)
Pure ist das dritte Studioalbum der deutschen Popband No Angels. Es erschien im August 2003 unter den Labels Cheyenne Records und Polydor und beinhaltet unter anderem Produktionen von Thorsten Brötzmann, Peter Ries und Bandmitglied Lucy Diakovska. Die Platte erreichte Platz eins der deutschen Albumcharts und wurde für über 100.000 verkaufte Exemplare mit einer Goldenen Schallplatte ausgezeichnet.

## Hintergrund
Nachdem Bandmitglied Jessica Wahls nach der Geburt ihrer Tochter im Frühjahr 2003 nicht mehr zur Band zurückgekehrt war, nahmen die vier verbliebenen Bandmitglieder Nadja Benaissa, Lucy Diakovska, Sandy Mölling und Vanessa Petruo in den Folgemonaten ihr drittes Studioalbum Pure auf.
Im Frühjahr 2003 gaben sie ein einstündiges Unplugged-Konzert im Münchner Club P1, bei dem sie erstmals drei Songs von Pure, Someday, No Angel (It’s All in Your Mind) und Washes Over Me, präsentierten. MTV sendete das Konzert unter dem Titel No Angels Live im April 2003. Im gleichen Monat veröffentlichten die No Angels die Vorabsingle No Angel (It’s All in Your Mind) / Venus (als Doppel-A-Seite), ihren vierten Nummer-eins-Hit in den deutschen Singlecharts. Im Juni 2003 wurde die Single Someday veröffentlicht.
Das Album Pure wurde, wie schon die Vorgänger, von einem Team von Textern und Musikern rund um die Produzenten Thorsten Brötzmann und Peter Ries produziert. Die Songs Sister und Ten Degrees wurden von Bandmitglied Vanessa Petruo mit Thorsten Brötzmann und Alex Geringas komponiert und getextet; Bandmitglied Diakovska schrieb und produzierte den Song Confessions. Alle Bandmitglieder waren in die Diskussionen und Entscheidungsfindung zur Auswahl der Titel mit den Produzenten eingebunden. Zusätzlich zum normalen Album wurde eine Limited Edition herausgegeben, bei denen jedes Bandmitglied ein Solostück interpretierte.
Im September 2003 gaben die Bandmitglieder die Auflösung der No Angels bekannt. Mit der dritten Auskopplung Feelgood Lies endete die Bewerbung des Albums zugunsten der Abschiedssingle Reason – einer Neuauflage von That’s the Reason aus dem Album Elle’ments.

## Musik
Wie bei den zuvor veröffentlichten Alben ist die Musik stilistisch der Pop-Musik mit Elementen aus den Genres Soul und Rhythm and Blues zuzuordnen. Langsame Titel, wie die Balladen New Beginning, Washes Over Me oder die Coverversion Venus – im Original von der niederländischen Band Shocking Blue aus dem Jahre 1969 –, wechseln sich mit schnelleren Popsongs ab. Auch mit den Texten folgt das Quartett dem Schema der Vorgänger-Alben.

## Titelliste
Das Album erschien als CD in einer Standardversion und einer limitierten Version, die eine weitere CD mit vier weiteren Songs enthält. Zusätzlich erschien Pure als Kassette in der Ukraine. Im Jahr 2021 erschien das Livealbum neu gemastert als Wiederveröffentlichung bei der neuen Plattenfirma der No Angels, BMG Rights Management, die im Jahr 2020 die Masteraufnahmen der No Angels bis 2003 von ihrer ehemaligen Plattenfirma Cheyenne Records erworben hat.
| #   | Titel                            | Music/Lyrics                                                              |      |
| --- | -------------------------------- | ------------------------------------------------------------------------- | ---- |
| 1.  | Sister                           | Vanessa Petruo, Thorsten Brötzmann, Alexander Geringas                    | 3:26 |
| 2.  | Eleven Out of Ten                | Niclas Molinder, Joacim Persson, Pelle Ankarberg, Charlie Dore            | 3:37 |
| 3.  | So What                          | D. Adam, Jane Dobbins, Pete Kirtley, Tim Hawes                            | 3:12 |
| 4.  | Angel of Mine                    | Stephan Browaczyk, Christoph Brüx, Alexandra Prince, Mirko von Schlieffen | 3:43 |
| 5.  | Forever Yours                    | Fredrik Thomander, Anders Wikström                                        | 3:25 |
| 6.  | Someday                          | Thomas Jansson, Niklas Hillbom                                            | 3:16 |
| 7.  | You Lied                         | Suzanne Smith, Sandy Frederickson, Kit Hain                               | 4:09 |
| 8.  | Feelgood Lies                    | N. Molinder, J. Persson, P. Ankarberg, C. Dore, Maryann Morgan            | 3:22 |
| 9.  | No Angel (It’s All in Your Mind) | Pete Kirtley, Tim Hawes, Liz Winstanley                                   | 3:14 |
| 10. | Takes a Woman to Know            | C. Dore, Terry Britten                                                    | 3:36 |
| 11. | New Beginning                    | Thomas Who, Negin                                                         | 4:00 |
| 12. | Washes Over Me                   | Peter Ries                                                                | 4:13 |
| 13. | Venus                            | Robbie van Leeuwen                                                        | 9:25 |

Limited Edition Bonus CD
| #  | Titel                 | Music/Lyrics                                           |      |
| -- | --------------------- | ------------------------------------------------------ | ---- |
| 1. | Soft Place to Fall    | Allan Simpson                                          | 4:26 |
| 2. | Confession            | Lucy Diakovska                                         | 3:59 |
| 3. | How Can We Be Friends | Pam Sheyne, Sean Hosein, Dane Deviller                 | 3:38 |
| 4. | Ten Degrees           | Vanessa Petruo, Thorsten Brötzmann, Alexander Geringas | 3:25 |

## Coverversionen
Das Lied Takes A Women to Know wurde 2004 von Lisa Stansfield erneut veröffentlicht; Forever Yours wurde von Agnes Carlsson gecovert; Angel of Mine von The Dø und New Beginning wurde von Shannon Noll gecovert. 

## Rezeption

### Rezensionen
- Vicky Butscher für laut.de: „Und wie sind sie nun wirklich? Eigentlich wie immer, fahren sie doch erneut das typische Boy- beziehungsweise Girlgroup-Repertoire auf. […] Am allerbesten wäre es jedoch, wenn die No Angels sich in Zukunft auf Balladen konzentrieren würden. Wer sich «New Beginning» oder «Washes Over Me» anhört, weiß warum. Auch das balladesk umarrangierte «Venus» ist sehr viel schöner“[8]

- ProSieben Kritik: „Nun ist also das dritte Studioalbum da: «Pure». Und auch das wird die Massen wieder begeistern – denn es unterscheidet sich nicht großartig von den beiden Vorgängern. «Wir wollten uns weiterentwickeln und nicht stehen bleiben» sagt Lucy über das aktuelle Angel-Werk, aber diese Aussage trifft nur in Ansätzen auf die 13 Songs zu. […] Insgesamt erfüllt «Pure» die Erwartungen, mit einigen wenigen viel versprechenden Stücken und viel mehr eingängigen, am Geschmack der Menge orientierten Popsongs. Aber warum sollten die Engel sich auch weiterentwickeln? «Never change a winning concept»! Der solide Massenpop funktioniert und wird auch weiterhin funktionieren.“[9]

### Charts und Chartplatzierungen
Als drittes Studioalbum der No Angels erreichte auch Pure Platz eins der deutschen Albumcharts; für über 150.000 verkaufte Exemplare erhielten die No Angels eine Goldene Schallplatte in Deutschland. Bereits im April 2003 gelang es der Gruppe mit der Vorabsingle No Angel (It’s All in Your Mind) ihre vierte Nummer eins in den deutschen Singlecharts zu platzieren. Weitere Singleauskopplungen waren Someday, das den fünften Platz der deutschen Singlecharts erreichte, und Feelgood Lies, das auf Platz drei einstieg. In den Jahres-End-Charts 2003, erreichte das Album in Deutschland Platz 52 und in Österreich Platz 68.

### Auszeichnungen
Die Single No Angel (It’s All in Your Mind) wurde als Beste Single des Jahres 2003 mit einer 1Live Krone ausgezeichnet. Die No Angels erhielten im Jahr 2003 darüber hinaus die Goldene Kamera als Band National, den goldenen Bravo Otto als Superband Pop, den Award in der Kategorie Woman of the Year von Maxim sowie den Comet als Band National.